# Schwarze Wand
La Schwarze Wand est une montagne qui s’élève à 3 503 m d’altitude dans les Hohe Tauern, en Autriche.